# 𐞄
Cette page contient des caractères spéciaux ou non latins. S’ils s’affichent mal (▯, ?, etc.), consultez la page d’aide Unicode.
𐞄, appelée petite capitale b en exposant, petite capitale b supérieur ou lettre modificative petite capitale b, est un symbole phonétique utilisé dans certaines variantes non standard de l’alphabet phonétique international. Il est formé de la lettre petite capitale b ‹ ʙ › mise en exposant.

## Utilisation
Dans certaines variantes de l’alphabet phonétique international non standard, la petite capitale b en exposant est utilisée après une consonne pour représenter sa désocclusion battue. Par exemple l’avava [suᵐb̃𐞄at], « corail ».

## Représentations informatiques
La lettre modificative petite capitale b peut être représenté avec les caractères Unicode suivants (Latin étendu – F) :
| formes       | représentations | chaînes de caractères | points de code | descriptions                                    | note                            |
| ------------ | --------------- | --------------------- | -------------- | ----------------------------------------------- | ------------------------------- |
| modificative | 𐞄               | 𐞄                     | U+10784        | lettre modificative minuscule petite capitale b | codé pour le symbole phonétique |